# 心的东方
心的东方是中国藏族歌手阿兰·达瓦卓玛（alan）的第一张中文专辑。

## 概况
- 2009年7月10日香港版专辑在香港发售，7月22日中国内地版专辑在中国内地发售。
- 收录歌曲以日语专辑Voice of EARTH中收录的歌曲为基础，图片也是共同使用。
- DVD采用PAL制式，供中国DVD机播放。

## 收录歌曲

### CD
1. 天女
  - 作曲：菊池一仁
2. 爱看得见
  - 作曲：Cocco　作詞：林明阳　編曲：tasuku
3. 飞行誌
  - 作曲：菊池一仁　作詞：張楠　編曲：中野雄太
4. 细节
  - 作曲：菊池一仁　作詞：張楠　編曲：ats-
5. 加油！你有ME！
  - 作曲：K.Y.B　作詞：李焯雄　編曲：陳磊　演唱：alan、魏晨
6. 三生石 三生路
  - 作曲：菊池一仁　作詞：陳立志　編曲：tasuku
  - avex发行的港版唱片将歌名错印为“三生世 三生路”。
7. 明日赞歌
  - 作曲：菊池一仁　作詞：李焯雄　編曲：中野雄太
8. RED CLIFF～心·战～
  - 作曲：岩代太郎　作詞：李焯雄　編曲：中野雄太
9. 赤壁～大江东去～
  - 作曲：岩代太郎　作詞：李焯雄　編曲：中野雄太
10. Sign
  - 作曲：菊池一仁
11. 爱就是手 (Bonus Track)
  - 作曲：菊池一仁　作詞：林明陽　編曲：tasuku

### DVD
1. 爱看得见
2. 明日赞歌
3. 飞行誌
4. 加油！你有ME！
5. 心·战～RED CLIFF～
6. 赤壁～大江东去～